# Timokleia

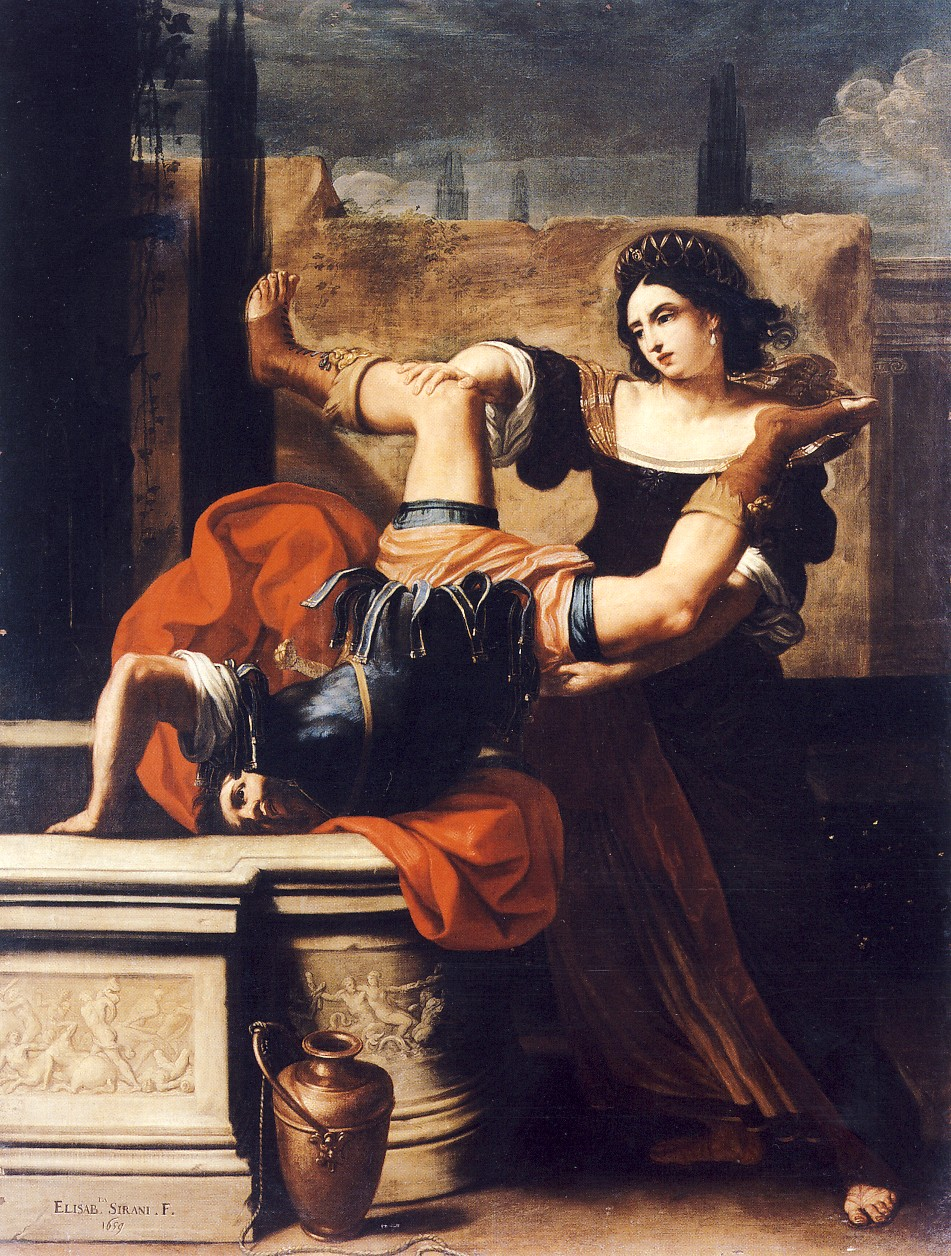
Timokleia in einem Gemälde von Elisabetta Sirani

Timokleia (altgriechisch Τιμόκλεια) war die Schwester des Theagenes von Böotien, des in der Schlacht von Chaironeia 338 v. Chr. gefallenen Befehlshabers der Heiligen Schar der Thebaner.
Gegen die nach der verlorenen Schlacht eingerichtete makedonische Besatzung empörte sich Theben 335 v. Chr. nach dem Tode Philipps II., wurde jedoch von Alexander dem Großen bezwungen. Auf die falsche Nachricht von dessen Tod brach ein offener Aufstand aus, an dem die Thebaner auch festhielten, als die Makedonen vor Theben erschienen. Nach der nun folgenden Eroberung der Stadt wurde Timokleia von einem thrakischen Hauptmann vergewaltigt. Als dieser sie nach Wertgegenständen fragte, führte sie ihn zu einem Brunnen, stieß ihn hinein und warf schwere Steine auf ihn, bis er tot war. Sie wurde festgenommen und vor Alexander geführt, der ihren Mut bewunderte und ihr sowie ihrer Familie die Freiheit schenkte.
Die Geschichte Timokleias war bisweilen Thema in Kunst und Theater seit der Renaissance.